# Castéla
Castéla était une librairie-papeterie toulousaine située place du Capitole. Fondée en 1917, elle fut dirigée depuis plusieurs décennies par la famille Blanc et était considérée comme un élément du patrimoine toulousain,. Elle employait une trentaine de salariés sur une surface de 1 800 m2.
La librairie était titulaire du label LiR (Librairie Indépendante de Référence).
En 2006 elle était la deuxième librairie indépendante de Midi-Pyrénées après Ombres blanches.

## Histoire
Le magasin fut fondé en 1917 par Mme Castéla et n'occupait à l'origine qu'une superficie de 70 m2.

### Fermeture
Comme de nombreuses librairies en France, ses ventes ont diminué ces dernières années et le changement de bail par le propriétaire de l'immeuble Alban Merlin d'Estreux de Beaugrenier, portant le loyer annuel de 200 000 à 800 000 euros a précipité sa fermeture qui aura lieu en février 2012. Le procès avait été intenté par la société propriétaire de l'immeuble à l'encontre de la librairie en 1995, alors qu'Alban Merlin d'Estreux de Beaugrenier était âgé de 16 ans.  
Les commerces indépendants peinent à suivre l'augmentation des loyers en hypercentre ; et à Toulouse comme dans d'autres villes, doivent fermer à la surprise et au désarroi des habitants,.
Le maire, Pierre Cohen, a contacté le propriétaire, mais comme il ne s'agit pas d'une vente immobilière la mairie n'a pas pu exercer de droit de préemption pour sauver ce commerce.
Apple devait y ouvrir un magasin mais a trouvé le local trop exigu ; Orange devait prendre la suite mais la mairie s'est opposé à ce projet. C'est finalement le chocolatier Georges Larnicol qui occupe la partie Est de l'ancien magasin, tandis que Desigual occupe la partie centrale et Nespresso la partie Ouest. En 2015, Georges Larnicol est contraint de fermer son échoppe.
La société a été radiée en avril 2014.